# Ängö, Vårdö
Ängö är en ö och by  i Vårdö kommun på Åland. Ängö har år 5 invånare (2020). Ön ligger i södra Vårdö och gränsar i väster genom Ängö sund till Lumparlands kommun.
Öns area är 1,93 kvadratkilometer och dess största längd är 2,6 kilometer i sydöst-nordvästlig riktning.
Ängö är i öster förbunden med broar till Bussö, de två öarna har ingen direkt vägförbindelse med övriga Vårdö men väl till Lumparland genom linfärjan över Ängö sund.

## Befolkningsutveckling
| Befolkningsutvecklingen i Ängö 1990–2015 | Befolkningsutvecklingen i Ängö 1990–2015 | Befolkningsutvecklingen i Ängö 1990–2015 | Befolkningsutvecklingen i Ängö 1990–2015 | Befolkningsutvecklingen i Ängö 1990–2015 |
| ---------------------------------------- | ---------------------------------------- | ---------------------------------------- | ---------------------------------------- | ---------------------------------------- |
|                                          |                                          |                                          |                                          |                                          |
| År                                       |                                          |                                          | Folkmängd                                |                                          |
| 1990                                     | 1990                                     |                                          | 4                                        |                                          |
| 1995                                     | 1995                                     |                                          | 5                                        |                                          |
| 2000                                     | 2000                                     |                                          | 3                                        |                                          |
| 2005                                     | 2005                                     |                                          | 3                                        |                                          |
| 2010                                     | 2010                                     |                                          | 5                                        |                                          |
| 2015                                     | 2015                                     |                                          | 6                                        |                                          |
| 2020                                     | 2020                                     |                                          | 5                                        |                                          |